# Dept. Q
Dept. Q (tidigare benämnd Department Q) är en brittisk kriminaldramaserie som hade premiär på Netflix under 2025. Den första säsongen, som består av nio avsnitt, är skapad av Scott Frank. Serien är baserad på Jussi Adler-Olsens romanserie Avdelning Q. Handlingen är i serien flyttad från Köpenhamn till Edinburgh.

## Handling
Serien kretsar kring Carl Mørck (Matthew Goode) som var en av Edinburghs bästa mordutredare. Men en hagelskur av kulor förstörde livet för två kollegor, något Carl klandrar sig själv för. En befordran är därför det sista han förväntar sig. Men avdelning Q är en enmansavdelning, och Carl har bara en hög med Edinburghs kallaste fall som sällskap.

## Rollista (i urval)
- Matthew Goode – Carl Mørck
- Kelly Macdonald – Dr. Rachel Irving
- Chloe Pirrie – Merrit Lingard
- Alexej Manvelov – Akram Salim
- Leah Byrne – Rose
- Mark Bonnar – Stephen.
- Jamie Sives – DS Hardy
- Shirley Henderson – Clare Marsh
- Kate Dickie – Moira